# くびき駅
くびき駅（くびきえき）は、新潟県上越市頸城区手島にある北越急行ほくほく線の駅。

## 歴史

### 駅名の由来
開業当時の村名「頸城」を平仮名表記にしたものである。

### 年表
- 1997年（平成9年）3月22日：ほくほく線の開業と同時に営業を開始した[1]。
- 2007年（平成19年）7月16日：10時13分に発生した中越沖地震により、当駅に設置されている地震計にて410ガルの加速度を記録[2]。

## 駅構造
南側にある半卵型ドーム状の独特の形状を持った駅舎をもつ。設計は毛綱毅曠である。
相対式ホーム2面2線の高架駅で無人駅だが、自動券売機が設置されている。
一線スルー方式となっており、当駅の場合は上下とも北側にある1番ホーム（本線）からの発着が基本となる。

### のりば
| 番線 | 路線        | 方向 | 行先               |
| ---- | ----------- | ---- | ------------------ |
| 1・2 | ■ほくほく線 | 上り | 十日町・六日町方面 |
| 1・2 | ■ほくほく線 | 下り | 犀潟・直江津方面   |

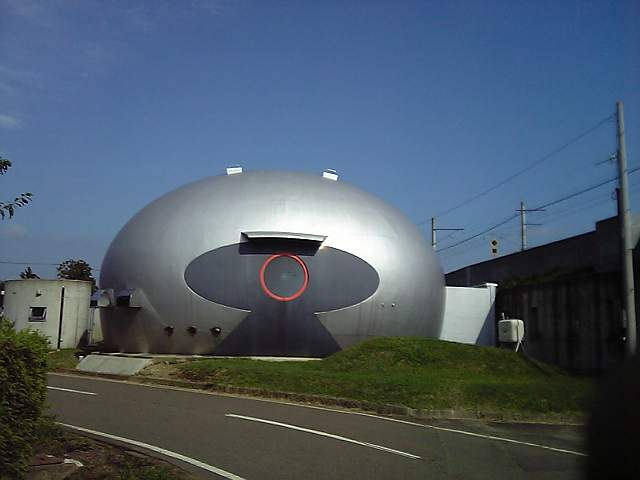
裏側から見た駅舎（2004年8月）
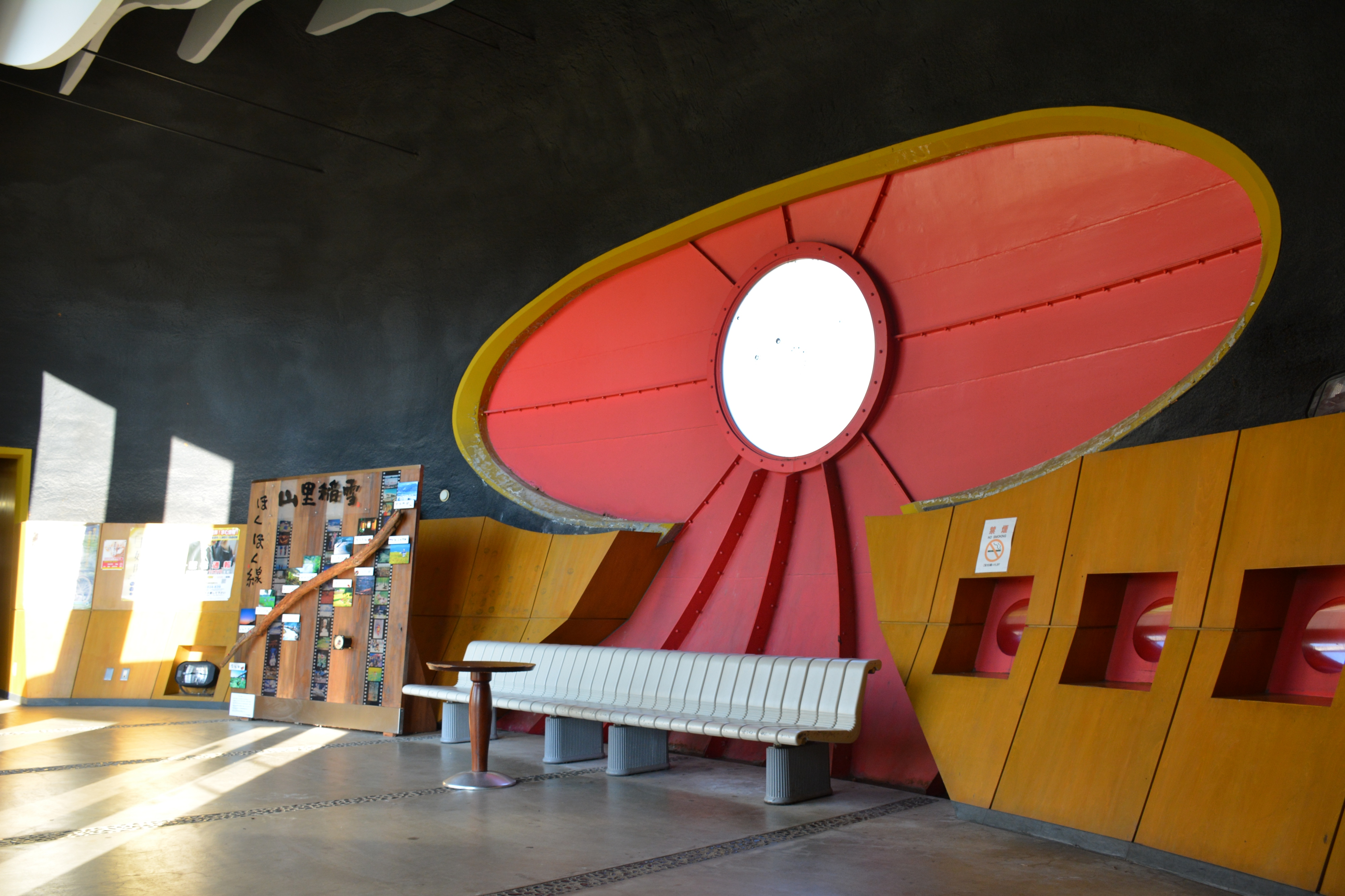
駅舎内（2014年9月）
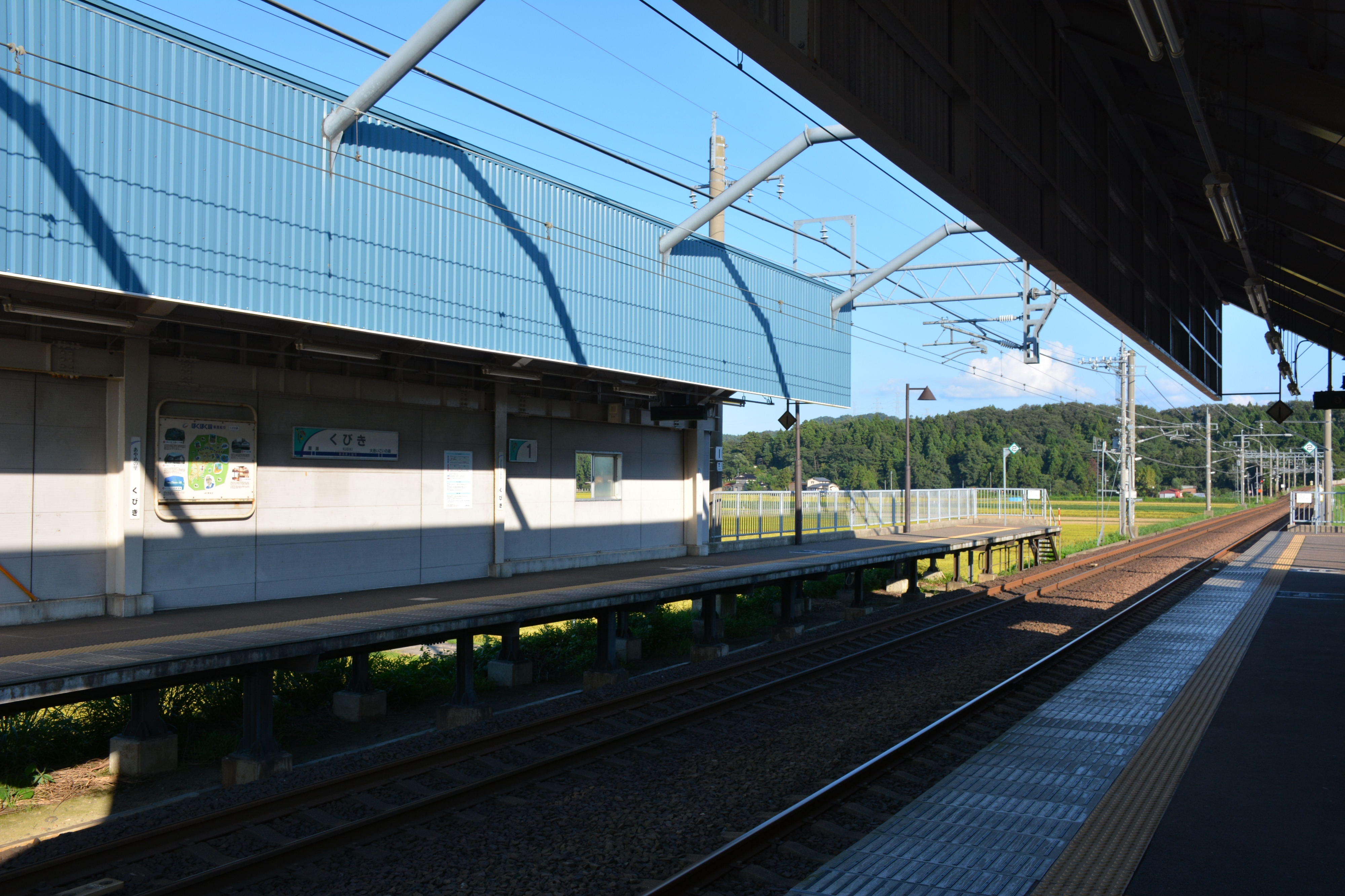
ホーム（2014年9月）

## 利用状況
1日の平均乗車人員は以下の通りである（出典 : 上越市統計要覧）。
| 乗車人員推移 | 乗車人員推移 |
| 年度         | 1日平均人数  |
| ------------ | ------------ |
| 2005         | 94           |
| 2006         | 89           |
| 2007         | 85           |
| 2008         | 84           |
| 2009         | 96           |
| 2010         | 101          |
| 2011         | 97           |
| 2012         | 99           |
| 2013         | 96           |
| 2014         | 89           |
| 2015         | 85           |
| 2016         | 75           |
| 2017         | 87           |
| 2018         | 91           |

## 駅周辺
頸城区の中枢機能が集まる百間町へは3 kmほど離れており、路線バスにより結ばれている。
- 新潟県道30号新井柿崎線（新柿線）
- 白山神社

## バス路線
2020年4月時点での情報を示す。
「くびき駅前」停留所
- くびき野バス
  - 22 増田線
- 頸北観光バス
  - 23 柿崎・森本線
  - 27 くびき駅線
  - 82 吉川西部循環線（くびき駅前経由）

## 隣の駅
北越急行
■ほくほく線
大池いこいの森駅 - くびき駅 - 犀潟駅